# ماکینو
ماکینو، (به انگلیسی: Makino) شرکت مهندسی مکانیک ژاپنی است، که در زمینه ساخت ماشین ابزار و سیستم‌های خودکارسازی کارخانجات فعالیت می‌کند.
شرکت ماکینو در سال ۱۹۳۷ راه‌اندازی شد و اولین ماشین فرز سی‌ان‌سی را در سال ۱۹۵۸ و اولین ماشین سنتر ژاپن را در سال ۱۹۶۶ ساخت.
دفتر مرکزی این شرکت در شهر توکیو، ژاپن قرار دارد و سهام آن در بازار بورس توکیو معامله می‌شود.
شرکت ماکینو Makino تولید کننده انواع فرز cnc عمودی ، افقی ، پنج محور ، سنگ زنی و ... ، ژاپن
شرکت ماکینو در سال 1930 میلادی توسط Tsunezo Makino در توکیو ژاپن تاسیس شد.  آقای ماکینو اولین کارگاه ماشین کاری خود را راه اندازی کرد. پس از بیش از یک قرن تلاش و تولید ، هنوز توکیو  میزبان شرکت بزرگ Makino است. بسیاری از ماشین ابزار های ساخت این گروه صنعتی به بازار ها و کشورهای خارجی همچون تایوان ، کره و دیگر نقاط جهان صادر شده است. 
آقای ماکینو در حدود بیش از 80 سال ماشین های سنتر افقی را ابداع و بروز رسانی نمود. محصولات تولیدی این گروه صنعتی شامل ماشین های سنتر عمودی ، دستگاه های EDM در بیش از 41 کشور دنیا عرضه و فروخته شد. 
در حال حاضر گردش مالی این گروه بزرگ صنعتی چیزی در حدود 181.5 میلیارد ین ژاپن میباشد . تعداد پرسنل فعال در این گروه بزرگ 4731 نفر میباشد. 
نوآوری :
در سال 1984 میلادی ، شرکت Makino اولین ماشین های فرز تجاری با اسپیندل های فوق سریع خود را معرفی کرد. در سال 1990 میلادی ، ماکینو ، اولین نرم افزار servo- control  را معرفی نمود. همچنین اولین متد ماشین کاری با نام Flush fine machining  را منظور ماشین کاری قطعات و متریال سخت ابداع و عرضه نمود. 
شرکت Makino یک میراث جهانی :
بیش از  80 سال است که آقای Makino ماشین های فرز افقی را اختراع و ابداع نمود. امروزه ماشین های ساخت ماکینو در بیش از 40 کشور جهان به فروش می رسند و به طور گسترده ای به عنوان پیشرفته ترین ماشین های جهان استفاده و شناخته میگردند. 

رهبری و پیروی در صنعت ماشین ابزار :
گروه بزرگ ماکینو به عنوان یک پیشرو در ساختمان و ایجاد نوآوری دیجیتال ، توانسته است با ایجاد راه حل های جدید نگرش استفاده از ماشین های سنتر عمودی و بسیاری دیگر را در منظر عمومی ، تغییر نماید. 
گروه ماکینو دقیق ترین و با کیفیت ترین دستگاه های برش فلز و ماشین های سری EDM جهان را تولید نماید. انواع مختلفی از بهترین های جهان در ماشین هایی چون فرز های cnc افقی ، ماشین های فرز سه محور ، چهار محور ، پنج محور و فرز های cnc گرافیت و ... 
شرکت ماکینو یک شرکت چند ملیتی است که بهترین افراد را از سراسر جهان استخدام میکند. ماجراجویی از طریق طراحی آینده در ساخت ماشین های ابزار ، بسیار شگفت انگیز است. همواره و همیشه گروه ماکینو به دنبال افرادی حرفه ای و پر شور برای رسیدن به این هدف و ماجراجویی است. 

تمرکز بر آینده بر پایه ی مسئولیت های اجتماعی است. گروه ماکینو متعهد به پیروی از شیوه های  تجاری آگاهانه ، اخلاقی و همچنین یک محیط زیست سالم هستیم . شیوه ها و سیاست های تجاری شرکت ماکینو نشان دهنده تعهد این گروه بزرگ صنعتی در سراسر جهان است. 

شرکت Makino در بخش های مختلفی به غیر از ساخت ماشین های ابزار با کیفیت و تراز اول در سطح جهانی ، فعالیت دارد : 
ایجاد راه حل های تولیدی 
ساخت نرم افزار 
پیشنهادات Turnkey 
و بسیاری دیگر ..
محصولات : 
ماشین های فرز cnc سه محور ، چهار محور و پنج محور ، ماشین های سنگ زنی ، ماشین های فرز cnc افقی ، ماشین های فرز منوال ، ماشین های سری EDM ، ماشین های وایرکات ، ماشین های لیزر ، ساخت ابزار های خاص و ... 
این مقاله در واحد تحقیق و توسعه شرکت خاوران صنعت پاسارگاد تهیه و تنظیم گردیده است .